# Centaurea
- Commons
- Wikispecies

Centaurea é um género de plantas herbáceas, cardos ou semelhantes a  cardos, com cerca de 350 a 500 espécies pertencente à  família Asteraceae. São nativas essencialmente do Velho mundo. São conhecidas de forma geral por centáureas e algumas das espécies  são utilizadas como ornamentais em jardins.

## Classificação
Pesquisas no final do século XX demonstraram que o género, como é tradicionalmente definido, é polifilético. Um conjunto de esforços durante os séculos XIX e XX para a reorganização do género foram infrutíferos, e ainda não é totalmente claro quais os resultados que se obterão da pesquisa actual na classificação deste género e de outros taxa relacionados.

## Espécies
As espécies neste género incluem (listagem não completa):
- Centaurea adpressa
- Centaurea aggregata
- Centaurea akamantis
- Centaurea alpestris
- Centaurea alpina
- Centaurea americana (Plectocephalus americanus[2])
- Centaurea argentea
- Centaurea aspera
- Centaurea atropurpurea
- Centaurea babylonica
- Centaurea behen
- Centaurea bella
- Centaurea bovina
- Centaurea bulbosa
- Centaurea cachinalensis
- Centaurea calcitrapa
- Centaurea calcitrapoides
- Centaurea chilensis
- Centaurea cineraria
- Centaurea clementei
- Centaurea cyanus
- Centaurea dealbata
- Centaurea debeauxii
- Centaurea depressa
- Centaurea diffusa
- Centaurea diluta
- Centaurea dschungarica
- Centaurea eriophora
- Centaurea floccosa
- Centaurea gayana
- Centaurea glastifolia
- Centaurea grinensis
- Centaurea gymnocarpa
- Centaurea horrida
- Centaurea hypoleuca
- Centaurea iberica – Uma espécie mediterrânica que se julga ser o cardo mencionado no livro do Genesis [carece de fontes?]
- Centaurea imperialis
- Centaurea jacea
- Centaurea kasakorum
- Centaurea kopetaghensis
- Centaurea kotschyana
- Centaurea leucophylla
- Centaurea macrocephala
- Centaurea maculosa Nativa da Europa de Leste; Introduzida na América do Norte e actualmente uma planta invasora que liberta uma toxina que reduz o crescimento de espécies forrageiras.
- Centaurea marschalliana
- Centaurea melitensis
- Centaurea moschata
- Centaurea monocephala
- Centaurea montana
- Centaurea nigra
- Centaurea nigrescens
- Centaurea orientalis
- Centaurea ovina
- Centaurea paniculata
- Centaurea phrygia
- Centaurea pindicola
- Centaurea polypodiifolia
- Centaurea pulcherrima
- Centaurea ragusina
- Centaurea rothrockii (Plectocephalus rothrockii)[2]
- Centaurea ruthenica
- Centaurea rutifolia
- Centaurea sadleriana
- Centaurea scabiosa
- Centaurea seridis
- Centaurea sibirica
- Centaurea simplicicaulis
- Centaurea solstitialis
- Centaurea squarrosa
- Centaurea stenolepis
- Centaurea stoebe
- Centaurea sulphurea
- Centaurea transalpina
- Centaurea tchihatcheffii - Espécie ameaçada, Lago Mogan, Ancara, Turquia
- Centaurea trichocephala
- Centaurea triniifolia
- Centaurea triumfettii
- Centaurea uniflora
- Centaurea virgata

## Classificação do gênero
| Sistema | Classificação                                 | Referência               |
| ------- | --------------------------------------------- | ------------------------ |
| Linné   | Classe Syngenesia, ordem Polygamia frustranea | Species plantarum (1753) |

## Néctar
As Centaurea são produtoras prolíficas de néctar, especialmente em solos calcários, e são plantas muitos importantes na produção de mel.
O grande volume de néctar tornam-nas muito atractivas para insectos como as borboletas ou traças diurnas. As larvas de algumas espécies de lepidópteros utilizam estas plantas como alimento.

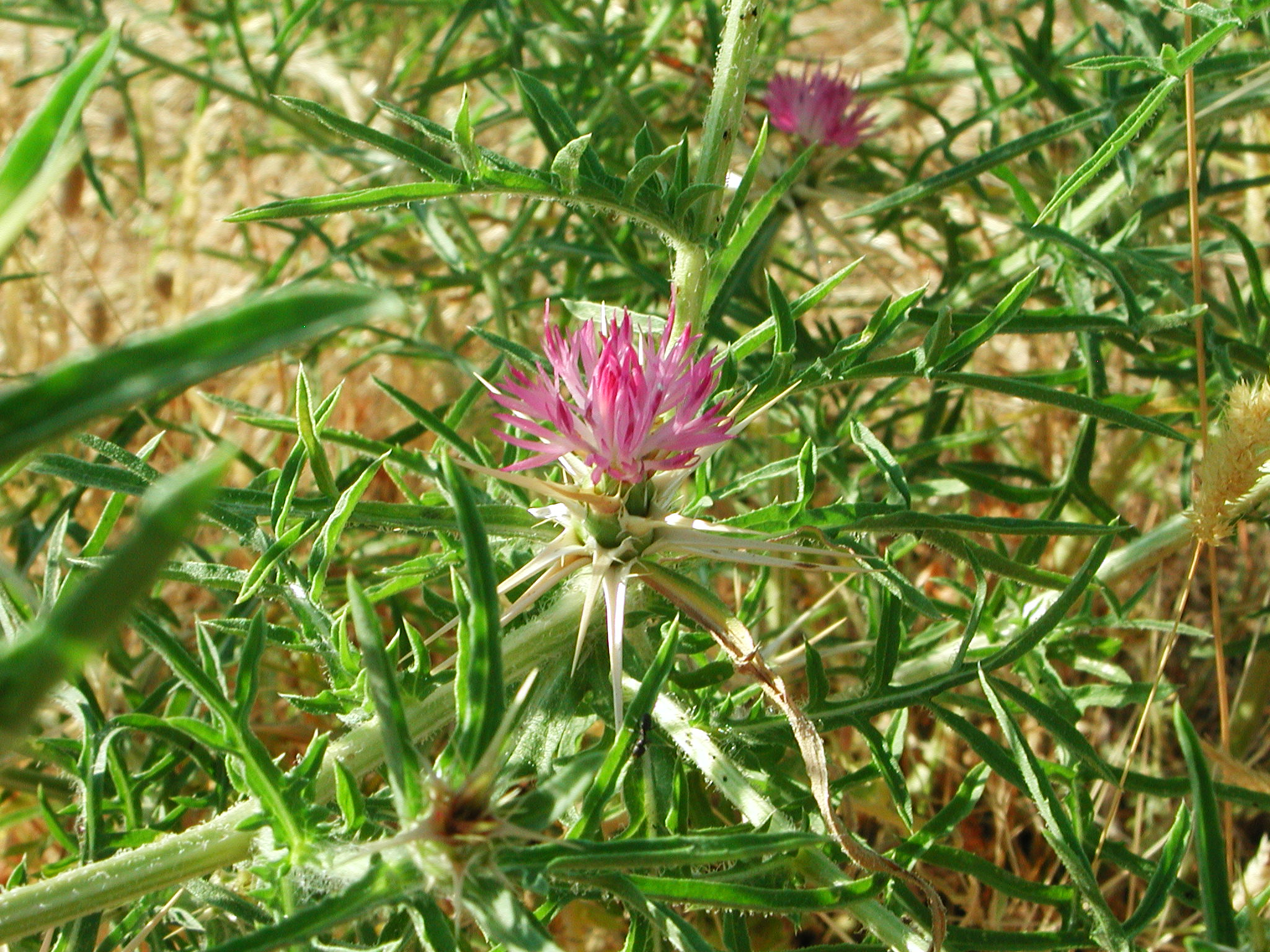
Centaurea calcitrapa
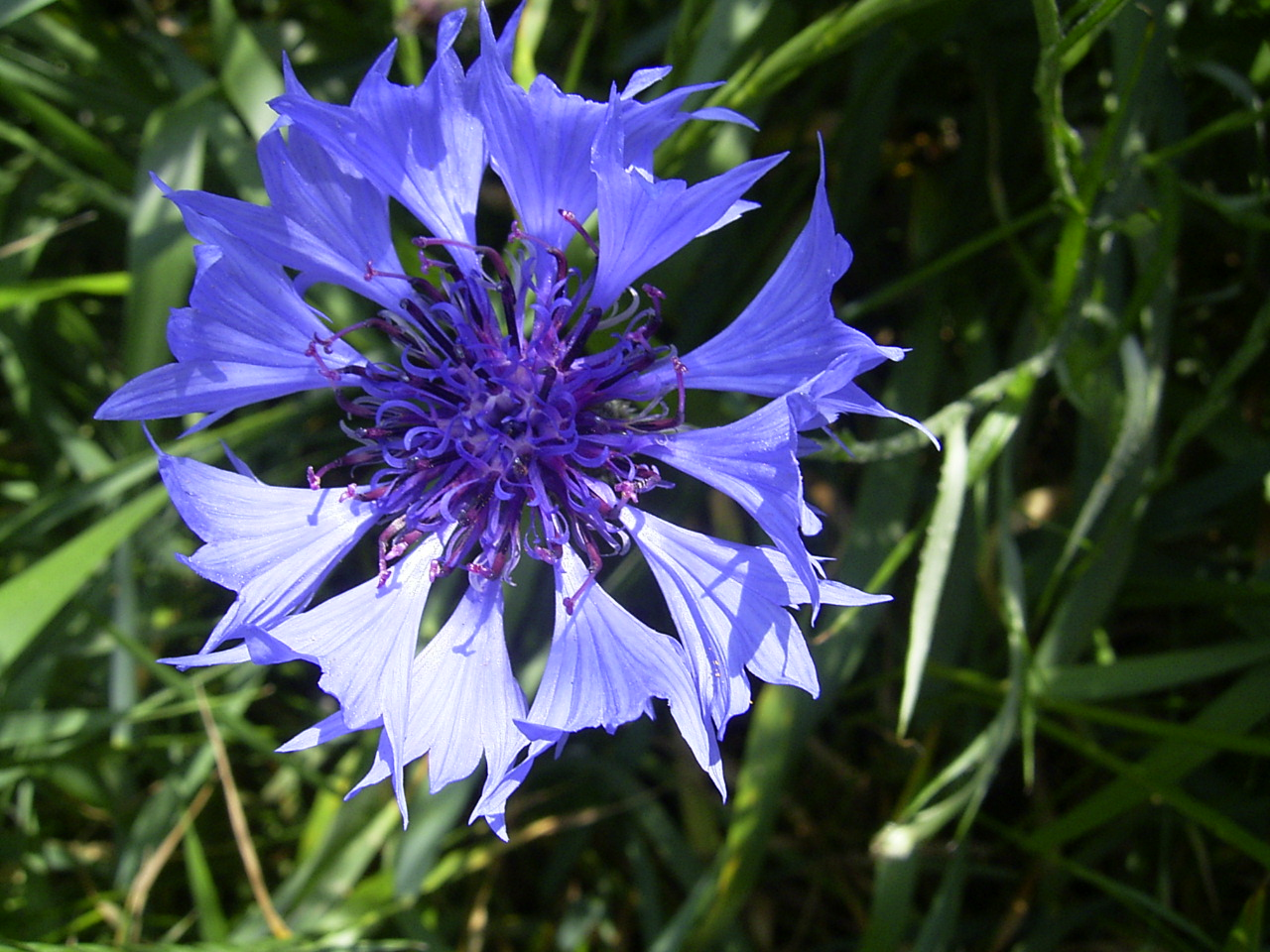
Centaurea cyanus
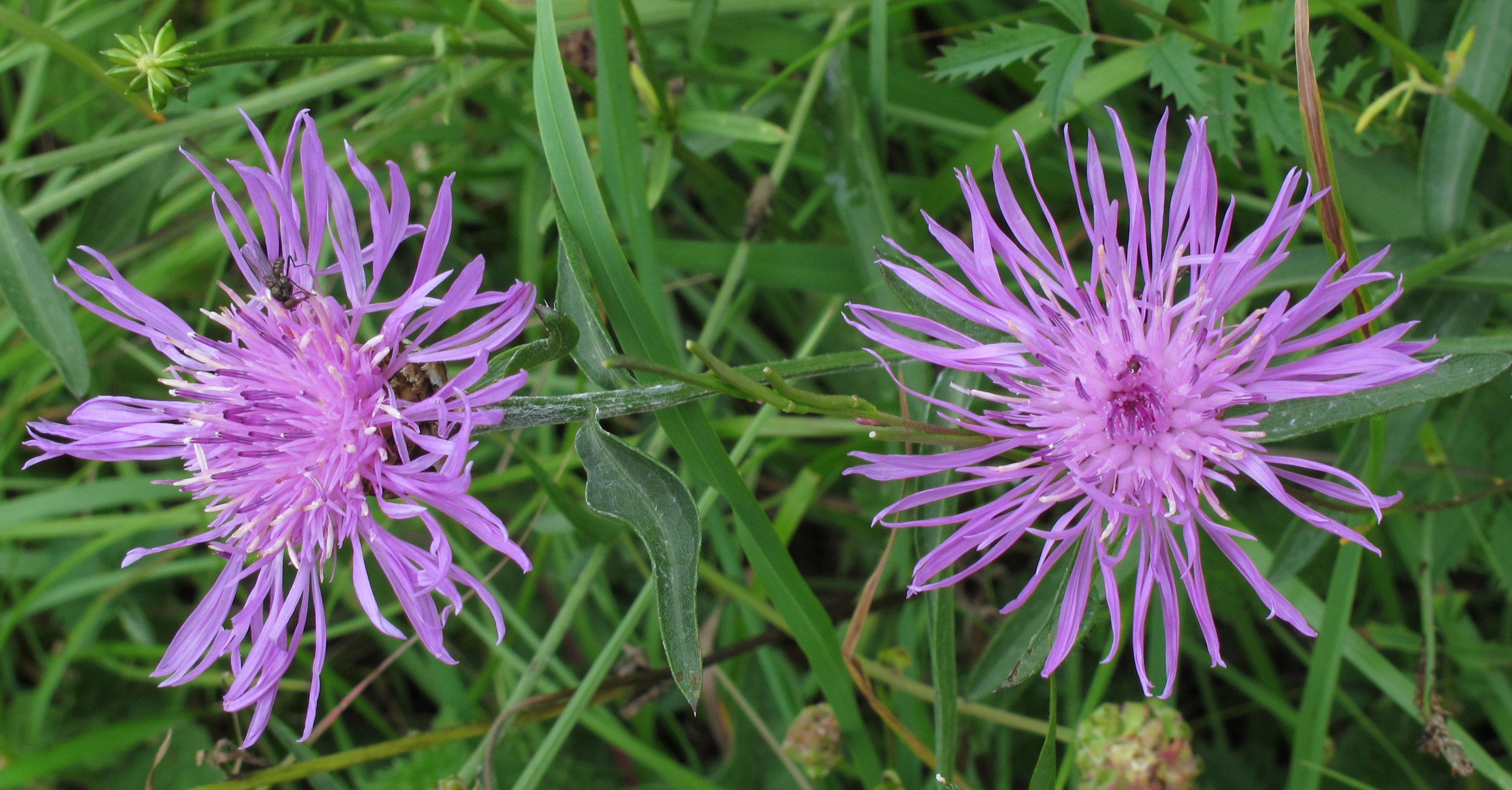
Centaurea jacea
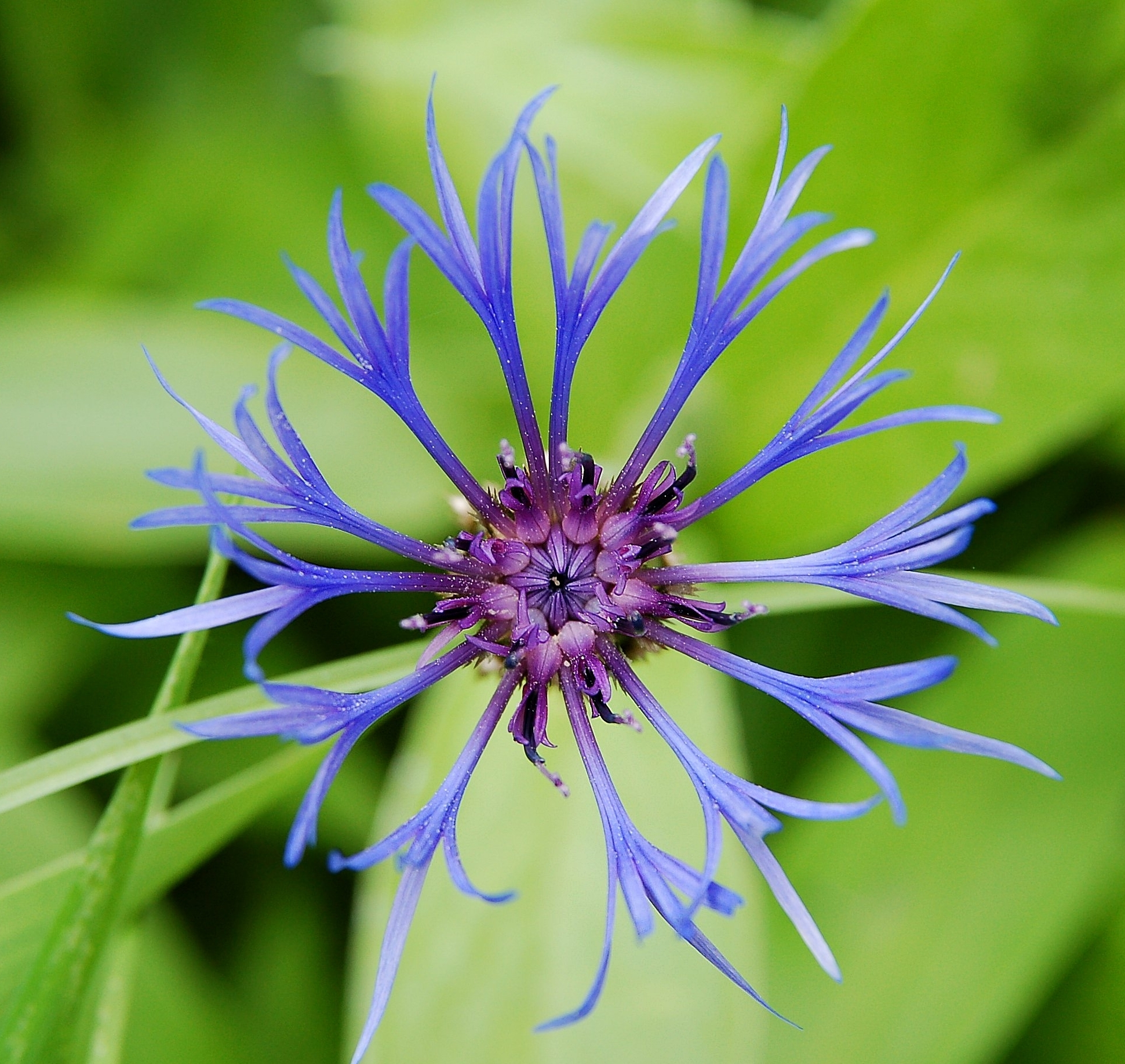
Centaurea montana
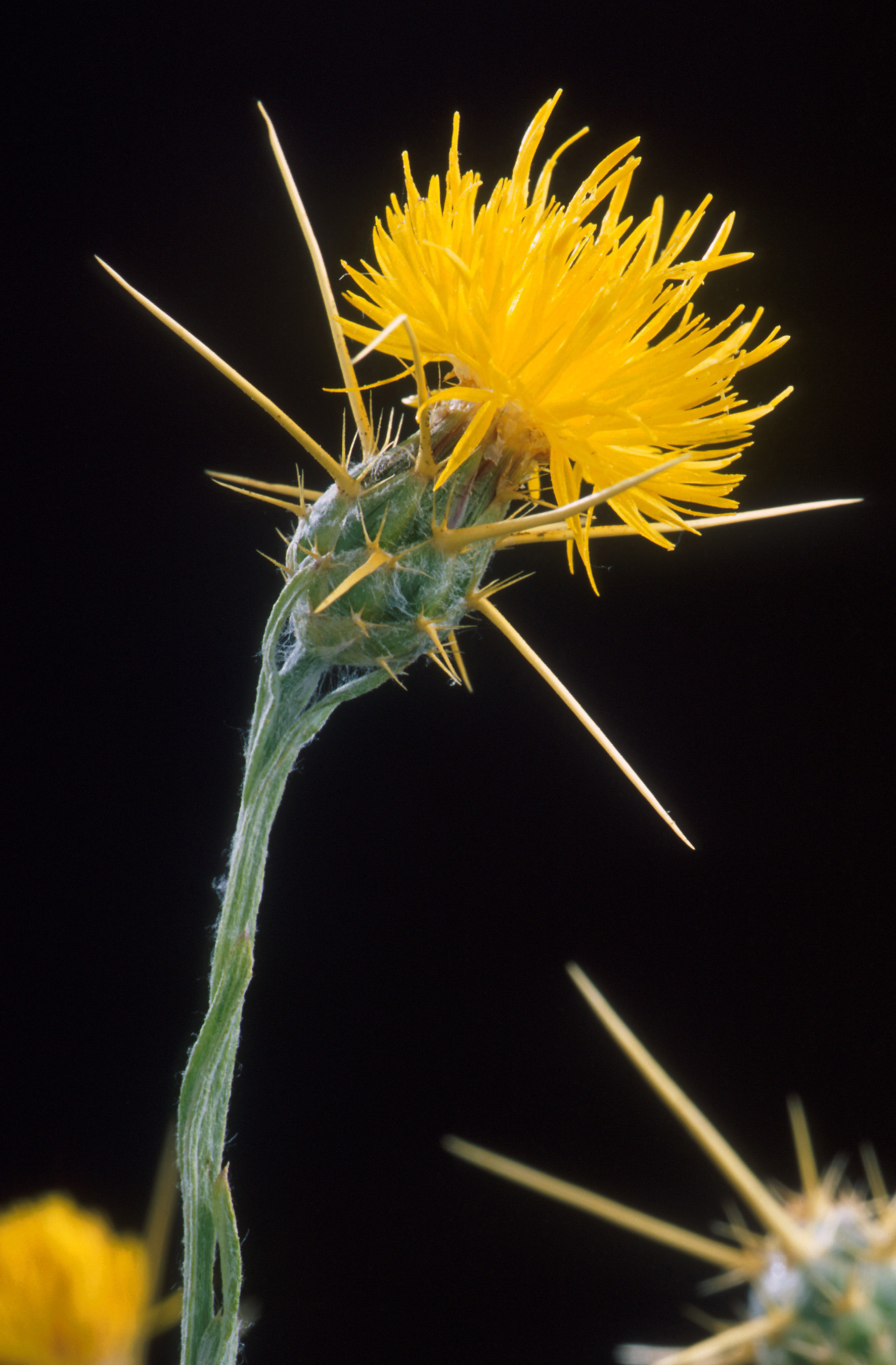
Centaurea solstitialis
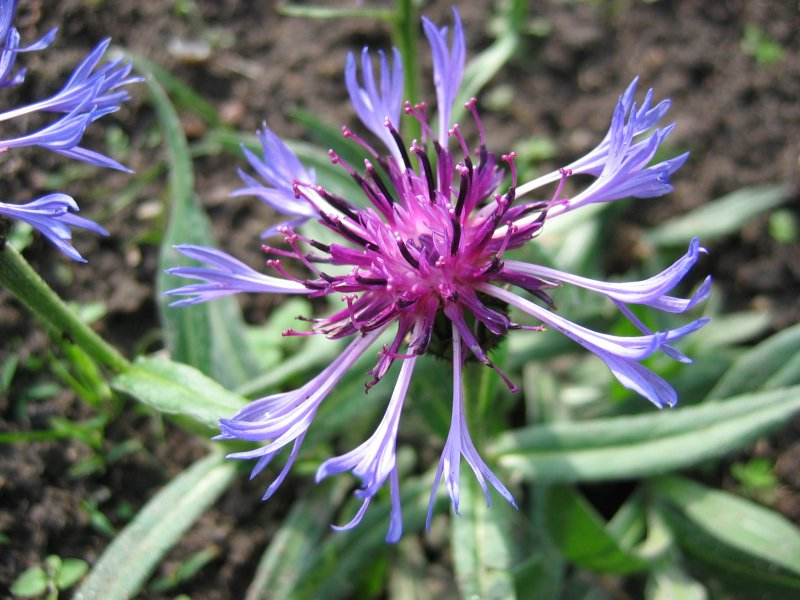
Centaurea triumfettii